# Bronze Age Pervert
Costin Vlad Alamariu mais conhecido pelo pseudônimo Bronze Age Pervert, por vezes abreviado BAP (Bucareste, 19 de setembro de 1980) é um escritor e personalidade de internet de extrema-direita dissidente romeno-americano, autor dos livros Bronze Age Mindset (2018) e Selective Breeding and the Birth of Philosophy (2023) bem como autor do podcast, Caribbean Rhythms. .
Através das suas publicações no podcast Caribbean Rhythms e no seu livro Bronze Age Mindset de 2018, BAP avança ideias reacionárias influenciadas pela filosofia nietzschiana, promovendo os ideais heroicos da antiguidade clássica e denunciando a decadência da sociedade moderna, onde valoriza a eugenia e questiona a democracia, acreditando numa “liderança por uma casta de homens que guiem uma sociedade a uma moralidade eugénica”.

## Mentalidade da Idade do Bronze
Bronze Age Pervert publicou o livro Bronze Age Mindset (português: Mentalidade da idade do Bronze) via Amazon Publishing em junho de 2018. A "exortação" de 77 capítulos foi escrita com uma gramática intencionalmente pobre, misturando a filosofia nietzschiana com críticas à sociedade moderna. Bronze Age Pervert afirmou explicitamente que seu livro não se destina a ser um manifesto político e foi escrito em um "clima de folia e risos". Uma vez que para BAP a trollagem e a ridicularização do inimigo por meio de memes, é uma estratégia muito mais eficaz do que a usada pela grande mídia com toda sua "seriedade".
Seu livro ganhou um culto de seguidores em círculos de direita, incluindo funcionários da Casa Branca de Trump e no Capitólio, de acordo com fontes anônimas descritas pelo Politico and Huffington Post. No verão de 2018, ele estava entre os 150 livros mais vendidos na Amazon em todo o site, o que é notável de acordo com Anton e Dan DeCarlo, pois foi alcançado sem a ajuda de um publicitário. Em outubro de 2019, ainda era classificado em terceiro lugar na história da Grécia Antiga e #174 em humor na lista de mais vendidos da Amazon.
O livro discute figuras clássicas, incluindo Alcibíades, Periandro de Corinto e os heróis dos épicos homéricos. O BAP enaltece e celebra a imagem do pirata e do mercenário como ideais heróicos e afirma que a educação clássica é completamente perdida, tanto para os liberais sociais quanto para os conservadores convencionais. Embora BAP não forneça fontes, notas ou referências formais em seu livro, ele menciona Nietzsche, Schopenhauer e pensadores pré-socráticos como Heráclito, com muita frequência. The New Republic descreve o livro como "divagante", "vertiginoso", exibindo "prosa... artisticamente escrita", mas "argumentos... fraturados e incoerentes". O pensamento de BAP é marcado por um profundo anti-igualitarismo e Jesse Russell, escrevendo para a revista paleoconservadora, Chronicles Magazine, elogia o como "autodenominado pirata intelectual online".

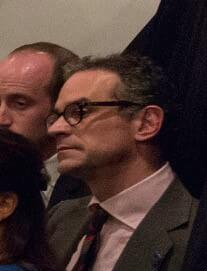
Michael Anton

Em 2019, o intelectual conservador Michael Anton revisou o Bronze Age Mindset, para a Claremont Review of Books de uma maneira amigável, porém realizando criticas, expondo assim um público de direita mais convencional ao pensamento do BAP. Anton afirma que o livro é bem-sucedido e popular entre os jovens de direita "porque atrai os jovens porque é ultrajante". O Livro Bronze Age Mindset foi dado a Anton por Curtis Yarvin, uma figura importante no movimento neorreacionário e o filósofo político Darren Beattie encorajou Anton a lê-lo. De acordo com Anton, assim como Aaron Renn, o conceito filosófico chave que o BAP desenvolve no livro é o de "espaço próprio". Anton parafraseia a visão do BAP de "espaço como sendo possuído quando é dominado ou controlado. Isso pode ser realizado por você–por seu clã, tribo ou nação."Renn esclarece ainda que "se você não possui um espaço próprio, se você mora ou constrói em um espaço pertencente a terceiros, então você está se colocando em uma posição altamente desvantajosa e vulnerável, sujeito a despejo cultural e falta de moradia espiritual."
Tara Isabella Burton em sua discussão sobre Bronze Age Mindset em seu próprio livro Strange Rites destaca as tiradas do BAP contra o "bugman", um conceito de um humano que é análogo à ideia de Nietzsche e Kojève do infame e ignóbil "último homem". De acordo com Burton, o BAP passa a maior parte da mentalidade da Idade do Bronze ridicularizando os homens-insetos progressivos e sensíveis do século XXI. Quem ele descreve como sendo machos betas, desnudados de sua força pela corrupção feminizante da modernidade politicamente correta. Ela relata que o bugman, de acordo com o BAP, "finge ser motivado pela compaixão, mas em vez disso é motivado por um ódio titânico pelo bem-acabado e bonito." Supostamente, o bugman é animado por puro ressentimento e deseja destruir tudo o que é mais forte, mais belo e mais poderoso do que ele. Nas próprias palavras do BAP: "O bugman procura enterrar a beleza sob um pântano de feiura e lixos onipresentes, (...) assim, seu lixo está fluindo para fora de cidades construídas sobre pilhas de sujeira inimaginável."
No Twitter, o BAP usa um estilo de várias camadas, incluindo memes pós-irônicos de extrema direita. No banner acima do perfil do Twitter do BAP está uma foto de close-up do Perseus de Cellini com a Cabeça da Medusa e ele se refere a si mesmo em seu perfil no Twitter como um "Fisiculturista Aspirante Nudista. Liberdade de expressão e ativista anti-xenoestrogênio". O pervertido da Idade do Bronze está muito preocupado com a estética do convencionalmente atraente e clássico físico masculino, e elabora na mentalidade da Idade do Bronze que para ele "o corpo universal, o tipo correto descoberto pela ciência e arte gregas antigas", "não é algo que você desenvolverá nutrindo suas próprias peculiaridades 'individuais', doxies e maricas”. Parece que o BAP considera o pensamento grego como o tipo de “ciência” que “pode revelar para nós… a verdadeira hierarquia dos tipos biológicos”. Ele expressa admiração por Hipocleides pela "exibição e uso [de] seus poderes e excelências e superioridade biológica". De acordo com o BAP, a "mentalidade da Idade do Bronze" que ele defende e a "superioridade biológica" são inseparáveis e "iguais!". Por essas razões, o Pervertido da Idade do Bronze incentiva seus leitores a praticarem o cultivo ativo do corpo por meio de esportes, musculação, artes marciais, bem como sempre tomar sol e estar bronzeado. Algo a que BAP se refere como uma vida de “sol e aço” em referência ao autor japonês Yukio Mishima 's Sun and Steel.

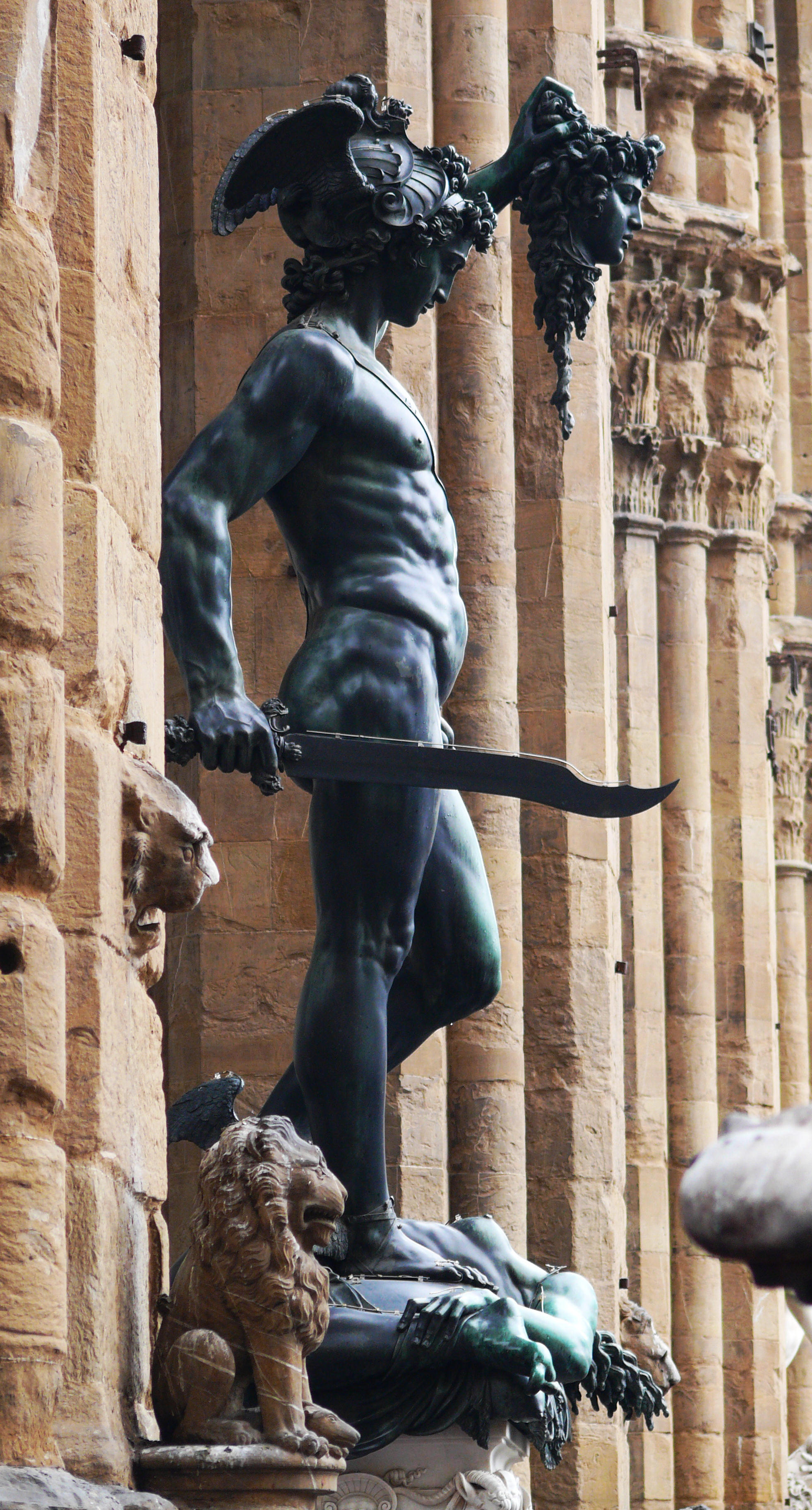
Estátua de Perseu, usada em sua capa no seu perfil do Twitter.

BAP vem do "Frogtwitter", um grupo intelectualizado e esotérico de escritores online com uma visão altamente negativa da sociedade americana contemporânea. Esse grupo mitologiza um passado aristocrático. Will Lloyd do The Spectator os descreve como um "movimento de direita dissidente não racista e não antissemita" separado do movimento neorreacionário. O ex-assessor do Downing Street, Andrew Sabisky, enquanto escrevia para o International Business Times UK opinou que "a magia do frogtwitter reside no equilíbrio entre a escuridão de seu niilismo e a alegre, majestosa vitalidade com a qual eles expressá-lo, apoiado por uma inteligência feroz." Eles tendem a evocar temas da teoria da conspiração da Grande Substituição em sua oposição à imigração. O BAP frequentemente condena figuras de liderança de extrema direita, como Richard Spencer.
Vários políticos de centro-direita foram criticados por seguir ou interagir com o BAP no Twitter, incluindo o ex-redator de discursos da Casa Branca Darren Beattie, senador do estado de Minnesota, Roger Chamberlain, e a candidata ao Senado dos Estados Unidos, Lauren Witzke. Em fevereiro de 2017, Curtis Yarvin sarcasticamente afirmou ao The Atlantic que o Pervertido da Idade do Bronze era seu "líder de destaque/célula" na Casa Branca. Em 2021, El País criticou o político espanhol Manuel Mariscal, do partido populista de direita Vox, por ter sido visto com uma capa de celular vestindo uma imagem do Sapo Pepe, um meme utilizado pela direita, e o fato de o BAP, entre outros, endossar esse sinal e encorajar outros populistas de direita a mostram seu apoio ao "Frogtwitter". Além de políticos de direita, o amplo grupo de influenciadores políticos, blogueiros e podcasters conhecidos como 'esquerdistas anti-woke' ou 'esquerdistas sujos' têm recebido críticas da imprensa liberal por discutir e se envolver com o BAP e a extrema direita em geral no Twitter. Mais notavelmente Anna Khachiyan do podcast Red Scare, que chamou de Bronze Age Pervert "o grande gênio escritor/artista de nossa época" e disse que "todos os bons escritos de ficção agora são autopublicados essencialmente e provenientes do chamado 'alt-right', e meus odiadores podem me citar sobre isso".
Michael Anton descreveu o tamanho da presença do BAP no Twitter como "grande" (>70 mil seguidores em junho de 2021) e observou o sucesso viral da campanha popular de promoção de livros no Twitter para o Bronze Age Mindset como "[l] regiões de fãs ansiosos citam o livro e/ou postam fotos de sua capa em locais exóticos e / ou sobre uniformes militares, presumivelmente seus". Josh Vandiver, da Ball State University, observou que os seguidores do "culto" de BAP parecem ser de natureza global, com imagens aparecendo nas redes sociais de "leitores segurando o livro no alto diante de praias e montanhas ao redor do mundo". Os seguidores do BAP tendem a imitar (elementos estéticos) de sua conta no Twitter, imitar o estilo de escrita, amplificar suas idéias e repetir seus bordões como "SUBMIT!", "Wat means?" e "ghey". Vandiver usa o exemplo do último termo para explicar "[quando] acusado de ser 'ghey', [BAP] prefere a grafia de 'gay' – uma das muitas palavras em código internas, em parte necessárias para censores de mídia social – BAP acusa seus acusadores de serem eles próprios irremediavelmente esgotados, muitas vezes em comparação com antepassados imaginários de uma era mais viril, 'bronze'". Além disso, os seguidores do Twitter do Bronze Age Pervert irão "postar imagens de seus próprios físicos, às vezes sob a hashtag '#frogtwitter', buscando a aprovação do BAP e o cobiçado retuíte", bem como publicar seus próprios livros 'BAPistas', memes e escritos que o BAP generosamente promoverá através de retuítes.
- Bronze Age Mindset (livro publicado pela própria empresa, 6 de junho de 2018)
- Antigo e Novo Paganismo (artigo para o The American Sun, 25 de março de 2019)
- BAP sobre o problema de Israel (artigo para The American Sun, 1º de agosto de 2019)
- America's Delusional Elite is Done (artigo para American Mind, 22 de outubro de 2019)
- Prefácio do livro de Ryan Landry Masculinity Amidst Madness (prefácio, 19 de junho de 2020)
- The Open Steppe of the Sea (artigo na revista masculina online independente Man's World, edição 2)
- Prefácio do livro de Doonvorcannon Mystical Ennui (prefácio, 3 de abril de 2021)

## Podcasting
Em agosto de 2019, o BAP iniciou um podcast chamado Caribbean Rhythms with Bronze Age Pervert, apresentado no Gumroad. O show consiste em tópicos que vão desde discursos sobre geopolítica contemporânea à oposição ao jornalismo e às instituições e introduções à teoria política clássica, pontuados por amostras de música clássica. The Spectator destaca a natureza altamente irônica do podcast: "Ouvir um episódio de Caribbean Rhythms é muito como estar preso em uma versão de rádio de The Manchurian Candidate: ninguém é quem eles parecem."
O podcast cobriu tópicos como Carlos de Anjou e as Vésperas da Sicília, padrões antigos de migração e as colônias de Alexandre, o Grande, em Báctria. De acordo com a conservadora National Review, o podcast usa um estilo narrativo da história que destaca o drama histórico de grandes homens.

## Categorização e enquadramento do BAP por seus críticos
O crítico de direita C. Bradley Thompson se opõe às posturas iliberais, anti-igualdade, antiamericanas e antirracionalistas do BAP e considera o pervertido da Idade do Bronze e seus escritos de natureza mais ou menos fascista. Thompson, em particular, se diverte atirando em BAP e seus seguidores, rotulando-os de 'nietzscheanos de pijama' e 'reacionários infantis que escrevem do apartamento de seus pais no porão'. Jesse Russell observa que, fundamentalmente, a crítica da direita ao 'BAPismo' não é muito diferente da crítica da direita convencional sobre o movimento Alt-Right de 2015 e 2016 que desfrutou de seu momento ao sol durante a improvável campanha presidencial de 2016 de Donald Trump. Tanto em estilo como em substância.
Críticos de esquerda e liberais do BAP tendem a considerar o Pervertido da Idade do Bronze como parte da manosfera como um (ultra) masculinista e como parte de uma tendência atávica mais ampla da direita populista pós-liberal ambos são geralmente considerados tendências preocupantes na direita por comentaristas conservadores com tendências liberais e libertárias. O acadêmico Josh Vandiver escreve que o alt-right mais amplo e a manosfera, ambos os quais ele considera BAP como um membro proeminente, "são únicos, e um produto de seu tempo, ao tornar a masculinidade um sujeito discursivo aberto e um conceito central (se contestado) em sua ideologia, um tipo de masculinismo "que deve ser entendido como" reações ao triunfo percebido da política feminista e LGBTQ "e, portanto, foi fundamental para a criação do alt-right. Dentro dessa assim chamada manosfera, a masculinidade em suas várias formas é explicitamente nomeada e sua relação com a política, cultura, sociedade, sexo e sexualidade é vigorosamente debatida. Ele também observa que o BAP, assim como outras plataformas alt-right, reviveram a ideia do Männerbund, que Vandiver descreve como "o agrupamento intensivo de guerreiros e iniciados do sexo masculino que se entende por ter dominado sociedades indo-europeias pré-cristãs, especialmente germânicas." Vandiver conclui advertindo que o BAP e o resto da manosfera "continuarão a levar o movimento [da extrema direita] para um território incomum e desconhecido".
Tara Isabella Burton categoriza o fenômeno 'BAPista' como fundamentalmente atávico, voltado para trás. O atavismo moderno, de acordo com Burton, é "antes uma rejeição consciente dos valores intuitivos e, em muitos aspectos, seu herdeiro natural, o atavismo moderno promove uma visão nostálgica e masculinista da humanidade animal". É o foco nostálgico em uma noção idealizada do passado porque "uma vez, esta narrativa diz, em uma era desaparecida de deuses e heróis, os homens eram homens e as mulheres eram mulheres. O ser humano agiu de acordo com seu destino biológico. Os homens lutaram em guerras. As mulheres tiveram bebês." No entanto, em cada caso, a humanidade supostamente se afastou de sua natureza inerente e do propósito pretendido. Burton argumenta ainda que o atavismo não é um fenômeno novo: "[de] a partir de Friedrich Nietzsche, a cultura reacionária moderna fetichizou o passado imaginado e condenou (...) civilizações 'escleróticas ' (para usar a palavra de BAP) do presente." Em seu livro Strange Rites, Burton explica que, de acordo com os atávicos, "a verdadeira liberdade" reside na submissão a hierarquias (biológicas), natureza, homens fortes e super-homens nietzschianos aos quais vale a pena se submeter. Burton acrescenta: "O pervertido da Idade do Bronze gosta de dizer: 'ENVIE!'".
Thompson também faz questão de apontar que "os devotos do BAP o tratam como profeta assim como os nativos trataram Kurtz pela primeira vez em O Coração das Trevas" e que seus seguidores incluem "o mais improvável dos grupos, a saber, estudantes de pós-graduação e professores juniores treinados em política filosofia, particularmente aquelas da chamada escola de pensamento Straussiano."